# A916 road
Die A916 road ist eine A-Straße in der schottischen Council Area Fife.

## Verlauf
Die Straße beginnt als Abzweigung von der A914 am Südrand von Cupar. Für rund 7,5 km verläuft sie in südlicher Grobrichtung. Hierbei durchquert sie die dünnbesiedelten Regionen von Fife und bindet verschiedene Gehöfte an das Straßennetz an. Die A916 bildet die Hauptstraße der Ortschaft Craigrothie, wo sie die aus St Andrews kommende B939 aufnimmt. Der Verlauf der A916 knickt dann nach Südwesten ab und führt durch den Weiler Bonnybank. Sie bildet dann die Hauptverkehrsstraße der Ortschaften Kennoway, Balcurvie und Windygates, bevor die A916 südlich von Windygates an einem Kreisverkehr endet. Dieser bildet auch den Endpunkt für die aus Milnathort kommende A911. Beide Straßen münden in die A915 (St Andrews–Kirkcaldy) ein. Die A916 besitzt eine Gesamtlänge von 16,1 km.